# Хотична
Хотична (словен. Hotična) — поселення в общині Хрпелє-Козіна, Регіон Обално-крашка, Словенія. Висота над рівнем моря: 566,7 м.